# Amriswil
Amriswil (toponimo tedesco) è un comune svizzero di 13 346 abitanti del Canton Turgovia, nel distretto di Arbon; ha lo status di città.

## Storia
Nel 1925 ha inglobato il comune soppresso di Hemmerswil, nel 1931 quello di Mühlebach bei Amriswil, nel 1979 quelli di Biessenhofen, Oberaach e Räuchlisberg e nel 1997 quello di Schocherswil.

## Società

### Evoluzione demografica
L'evoluzione demografica è riportata nella seguente tabella:
Abitanti censiti

## Geografia antropica

### Frazioni
- Biessenhofen
- Hemmerswil[3]
  - Almensberg
  - Hölzli
  - Rüti
- Mühlebach bei Amriswil[4]
  - Köpplishaus
  - Obermühle
  - Schrofen
- Oberaach
- Räuchlisberg[5]
  - Bergermühle
  - Giezenhaus
  - Hagenwil
  - Spitzenrüüti
- Schocherswil[6]
  - Burgstock

## Amministrazione
Fino al 2010 appartenne al distretto di Bischofszell. Amriswil è stato Munizipalgemeinde fino al 1979, quando è divenuto Gemeinde.
Ogni famiglia originaria del luogo fa parte del cosiddetto comune patriziale e ha la responsabilità della manutenzione di ogni bene ricadente all'interno dei confini del comune.

## Infrastrutture e trasporti
Amriswil è servito dalle stazioni di Amriswil e di Oberaach sulla ferrovia Winterthur-Romanshorn.

## Sport
Ad Amriswil ha sede la società pallavolistica Volley Amriswil.